# San Vincenzo
San Vincenzo é uma comuna italiana da região da Toscana, província de Livorno, com cerca de 6.528 habitantes. Estende-se por uma área de 33 km², tendo uma densidade populacional de 198 hab/km². Faz fronteira com Campiglia Marittima, Castagneto Carducci, Piombino, Suvereto.
Pertence à rede das Cidades Cittaslow.